# Svatá Basilisa
Svatá Basilisa byla mučednicí v Bythinii, žijící na přelomu 3. a 4. století. Za svatou jí uznává římskokatolická církev a církve s katolickou sjednocené. Její svátek je slaven 3. září.

## Život
Basilisa pocházela z Nikomédie v Bythinii, kde se narodila koncem 3. století. Dožila se věku asi jen devíti let. Jakožto křesťanka se stala obětí Diokleciánova pronásledování církve. Nebyla popravena, zemřela na následky mučení, kterým se jí trýznitelé snažili od křesťanství odvrátit. Je ctěna jako patronka kojících matek.